# Typosyllis stellaepolaris
Typosyllis stellaepolaris är en ringmaskart som beskrevs av Hartmann-Schröder 1993. Typosyllis stellaepolaris ingår i släktet Typosyllis och familjen Syllidae. Inga underarter finns listade i Catalogue of Life.